# جيمس إي. ماكفيرسون
جيمس إي. ماكفيرسون (بالإنجليزية: James E. McPherson)‏ هو محامي وضابط أمريكي، ولد في 1955.